# زبان نیاسامی
زبان نیاسامی (به انگلیسی: Proto-Semitic language) نیازبان احتمالی زبان‌های سامی می‌باشد. این زبان به احتمال در ۵۷۰۰ سال پیش گویشورانی داشته‌است و خاستگاه آن به احتمال در شبه‌جزیره عربستان، شام یا شمال میان‌رودان بوده‌است. این زبان خود زیرمجموعهٔ گروه بزرگ‌تر زبان‌های آفریقایی-آسیایی بوده‌است.

## ضمیرهای شخصی در زبان نیاسامی
| شخص    | شخص    | مفرد               | مثنی     | جمع                |
| ------ | ------ | ------------------ | -------- | ------------------ |
| اول‌شخص | اول‌شخص | *ʔanāku * , ʔaniya |          | *niyaħnū, *niyaħnā |
| دوم‌شخص | مذکر   | *ʔanka → *ʔanta    | *ʔantunā | *ʔantunū           |
| دوم‌شخص | مؤنث   | *ʔanti             | *ʔantunā | *ʔantinā           |
| سوم‌شخص | مذکر   | *suʔa              | *sunā    | *sunū              |
| سوم‌شخص | مؤنث   | *siʔa              | *sunā    | *sinā              |

## شماره‌های اصلی
| پارسی | نیاسامی           |
| ----- | ----------------- |
| یک    | *ḥad-, *ʻišt-     |
| دو    | *ṯin-, *kilʼ-     |
| سه    | *śalāṯ- → *ṯalāṯ- |
| چهار  | *arbaʻ-           |
| پنج   | *ḫamš-            |
| شش    | *šidṯ-            |
| هفت   | *šabʻ-            |
| هشت   | *ṯamān-           |
| نه    | *tišʻ-            |
| ده    | *ʻaśr-            |